# Robert Hunter Middleton
Robert Hunter Middleton (Glasgow, 6 mei 1898 - Chicago, 3 augustus 1985) was een Amerikaans letterontwerper, boekbandontwerper en schilder.
Robert Middleton emigreerde op jeugdige leeftijd naar Chicago in Amerika. Later studeerde hij onder Ernst Detterer op de School of the Art Institute. Detterer en Middleton werkten samen aan het lettertype Eusebius dat gebaseerd is op de Romein uit 1470 van Nicolas Jenson. Het ontwerp werd door lettergieterij Ludlow Typograph Company goed ontvangen en later na zijn studie werkte Middleton in 1923 bij dit bedrijf. Lange tijd (van 1933 tot 1971) was hij hoofd van de afdeling voor letterontwerp. Aldaar leerde hij het vak gietvorm snijden van Robert Wiebking.
Samen met Detterer en Oswald Cooper stichtte hij de Society of Typographic Arts en werd eerste secretaris.
Ook richtte hij 27 Chicago Designers op en hielp mee met oprichten van Aspen Design Conference.
Middleton verzamelde houtgravures van Thomas Bewick, en adviseerde handelaars om deze in kleinere porties te verhandelen zodat ze onder verzamelaars ook beschikbaar konden komen. Zodoende had Middleton er zelf een aantal van in bezit.
In zijn eigen drukkerij Cherryburn Press, opgericht in 1944  zocht hij uit hoe hij de houtgravures op de handpers kon drukken.
Ook hield Middleton zich bezig met kaftpapier en boekbinden, en had een verzameling van meer dan 150 ontwerpen die hij in een boek had samengebonden.
Hij leerde het lettersnijden bij door Victor Hammer en werkte aan diens lettertype Andromaque.
Werk van Middleton is aanwezig bij de Special Collections in Newbury Library van de Universiteit van Illinois, en bij de Art Institute of Chicago.
In 1968 werd hij onderscheiden door de Type Directors Club met een TDC Medal.

## Lettertypen
- Ludlow Black (1924), een voorzet voor de latere Cooper Black
- Cameo (1927)
- Delphian (1928)
- Eusebius (1928-1929), toevoegingen aan dit lettertype van Ernst F. Detterer
- Garamond (1929, revival)
- Stellar (1929)
- Bodoni (1930-1942, revival)
- Tempo (1930-1942)
- Karnak (1931-1942)
- Mayfair (1932)
- Umbra (1932)
- Lafayette (1932)
- Mandate (1934)
- Eden (1934)
- Coronet Bold en Light (1937-1938)
- Radiant (1938-1941)
- Stencil (1938)
- Samson (1940)
- Flair (1941)
- Condensed Gothic Outline (1953)
- Admiral Script (1953)
- Florentine Cursive (1956)
- Formal Script (1956)
- Record Gothic (1956-1961)
- Wave (1962)
- Square Gothic
- Cheltenham Cursive